# Distrito de Dindigul
Dindigul  (en Tamil; திண்டுக்கல் மாவட்டம் ) es un distrito de India, en el estado de Tamil Nadu .
Comprende una superficie de 6058 km².
El centro administrativo es la ciudad de Dindigul.

## Demografía
Según censo 2011 contaba con una población total de 196 955 habitantes.